# Santiago Carty
Santiago Carty Reyes (Lima, 7 de mayo de 1948 - Nueva York, 23 de febrero de 2021) fue un futbolista peruano que se desempeñaba como portero. Fue campeón con Alianza Lima en el Campeonato Descentralizado 1977.

## Trayectoria
Comenzó en los clubes de su barrio en el Callao, hasta que en 1963 llegó a las inferiores de Alianza Lima, cuadro en donde debutó de forma profesional en 1966. En 1971 fue enviado a préstamo a Carlos Mannucci, donde consiguió el titularato de forma inmediata y convirtiéndose en uno de los mejores porteros del medio en ese momento.
Continuó su carrera en F.B.C Melgar, Sport Boys, CNI de Iquitos, Deportivo Junín, Unión Huaral, Deportivo Municipal y Atlético Torino, donde se retiró en 1983.

## Clubes
| Club                | País | Año         |
| ------------------- | ---- | ----------- |
| Alianza Lima        | Perú | 1966 - 1970 |
| Carlos A. Mannucci  | Perú | 1971 - 1972 |
| F.B.C Melgar        | Perú | 1973        |
| Sport Boys          | Perú | 1974        |
| C.N.I               | Perú | 1975        |
| Deportivo Junín     | Perú | 1976        |
| Alianza Lima        | Perú | 1977        |
| Deportivo Junín     | Perú | 1978        |
| Unión Huaral        | Perú | 1979 - 1981 |
| Deportivo Municipal | Perú | 1982        |
| Atlético Torino     | Perú | 1983        |

## Palmarés

### Campeonatos nacionales
| Título           | Club         | País | Año  |
| ---------------- | ------------ | ---- | ---- |
| Primera División | Alianza Lima | Perú | 1977 |